# Mosasauria
Mosasauria — клада водних і напівводних лускатих плазунів, що жили в крейдяному періоді. Скам'янілості, що належать до групи, були знайдені на всіх континентах світу. Ранні мозазаври, такі як доліхозаври, були малими довготілими ящірками, які населяли прибережні прибережні та прісноводні середовища; у пізній крейді з'явилися великі морські форми, мозазавриди, які є найвідомішими членами клади.
Клада визначається як усі нащадки останнього спільного предка мозазавра Mosasaurus hoffmannii та доліхозаврів Dolichosaurus, Coniasaurus і Adriosaurus suessi. Його розміщення на еволюційному дереві лускатих є дуже суперечливим. Дві відомі гіпотези включають вараноїдну гіпотезу, яка стверджує, що мозазаври є найбільш близькими до варанів, і гіпотезу пітономорфів, яка стверджує про сестринські стосунки зі зміями. Третя гіпотеза офідіоморфів стверджує, що змії належать до мозазаврів як сучасних нащадків доліхозаврів, тоді як за четвертою гіпотезою, жодна група не пов’язана з мозазаврами.